# Clitourps
Clitourps é uma comuna francesa na região administrativa da Normandia, no departamento Mancha. Estende-se por uma área de 6,36 km². Em 2010 a comuna tinha 220 habitantes (densidade: 34,6 hab./km²).